# Homolobus mesoxiphius
Homolobus mesoxiphius är en stekelart som beskrevs av Van Achterberg 1979. Homolobus mesoxiphius ingår i släktet Homolobus och familjen bracksteklar. Inga underarter finns listade i Catalogue of Life.